# Domino Harvey
Pour les articles homonymes, voir Harvey.
Domino Harvey (née le 7 août 1969 à Londres ; morte le 27 juin 2005 à Los Angeles) est une chasseuse de primes aux États-Unis.

## Biographie
Son père, Laurence Harvey, a joué dans des films tels que Les Chemins de la haute ville et Un crime dans la tête. La mère de Domino, Paulene Stone, mannequin vedette du magazine Vogue, incarnait le Londres branché des années 1960. Elle doit son prénom à une James Bond girl : Domino Derval du film Opération Tonnerre (Thunderball, 1965).
Son père meurt d'un cancer de l'estomac en 1973. Elle n'a que quatre ans. D’un tempérament frondeur, elle est renvoyée de son prestigieux pensionnat.
S'ensuit un parcours chaotique où il est difficile de démêler la légende du réel. Domino racontait avoir été mannequin de l’agence Ford avant de s’engager dans des voies plus dangereuses, mais cela n’est pas vérifiable. Elle travaille ensuite dans une boîte de nuit à Londres, travaille brièvement comme garçon de ferme, puis devient pompier volontaire au Boulevard Fire & Rescue près de la frontière mexicaine. Après plusieurs autres petits boulots, elle décide de devenir chasseuse de primes.
Dès son plus jeune âge, elle est en butte à des problèmes de drogues, qui auront par la suite raison d'elle : le 27 juin 2005, elle est retrouvée inconsciente dans sa baignoire à la suite d'une surdose de fentanyl. Emmenée à l'hôpital, elle ne peut être réanimée. Elle est inhumée dans le cimetière de Santa Barbara (en) du comté éponyme en Californie, sur la parcelle « ocean view ».
En octobre 2005, un film fondé sur sa vie, Domino de Tony Scott, sort sur les écrans. Domino a participé au projet du film avec Tony Scott pendant presque 12 ans. Tony Scott a fait figurer « À la mémoire de Domino Harvey » dans le générique de fin.